# Emilio Gómez
Emilio Gómez Estrada (født 28. november 1991 i Guayaquil, Ecuador) er en professionel tennisspiller fra Ecuador.